# چاو
چاو زبان چینی و زبان ترکی Chowاسکناس. اسکناس گونه ای از چرم که نخستین بار در کشور چین معمول گردید. شهروا. پول کاغذی. لغتی است ختایی و آن کاغذ پاره ای بود مربع و طولانی که یکی از پادشاهان چنگیزی نام خود را بر آن نقش کرده بود و رایج گردانیده است.[۳]

## ریشه واژه
واژه Chow از یک واژه چینی  و ترکی گرفته شده نوعی اسکناس. اسکناس گونه ای از چرم که نخستین بار در کشور چین معمول گردید. شهروا. پول کاغذی. لغتی است ختایی و آن کاغذ پاره ای بود مربع و طولانی که یکی از پادشاهان چنگیزی نام خود را بر آن نقش کرده بود و رایج گردانیده ، چون مردم آذربایجان و اهل تبریز قبول نکردند و عزالدین مظفر که باعث و بانی چاو بود بقتل آمد، رسم چاو برطرف شد. ( برهان ). بزبان چیناوی کاغذی بود، از طرف پادشاه هر دو روی آن عباراتی چند نوشته و در بازار چون زر رایج بود و خرج میشد. ( فرهنگ وصاف از آنندراج ). کاغذپاره ای بود که وقتی گیخاتوخان مغول در ایران میخواسته آن را رایج کند و نشده. ( انجمن آرا ) ( آنندراج ). قطعه کاغذ دولتی که گیخاتوخان مغول میخواست بعوض پول آن را رایج کند و مردم آذربایجان و اهالی تبریز قبول نکردند و عزالدین مظفر بهمین جهت بقتل رسید. ( ناظم الاطباء ). اسکناسی بوده که گیخاتوخان مغول می خواست در ایران جاری کند، پیش نرفت. ( فرهنگ نظام ). کاغذپاره ای مستطیل مربع که هردو طرف کلمه شهادتین و چند کلمه بخط ختا مرقوم بود و در میان آن دایره کشیده و از نیم درم تا ده درم بنا بر اختلاف چاورقم زده و گیخاتوخان در ممالک ایران روان گردانید،چون دانستند که موجب خرابی رعایا و فقدان حاصل و رفعآمدوشد کاروان است حکم به ابطال فرمود... و در آن ملک [ ختا و چین ]کاغذ زیاده از همه ولایات خرج میشود چه بسبب تنکی کاغذ کتابت بر یک روی کاغذ میکنند و در دیگر ولایات بر دو روی ، و دیگر آنکه اکثر آلات و اقمشه در کاغذ پیچندو دیگر آنکه اکثر معاملات ایشان به «چاو» است که چون همواره چاو دست بدست میرود کهنه میگردد و آن کهنه را هر کس که بدیوان برد عوض آن نو به وی دهند و هیچ موقوف نمی دارند و کهن را میسوزند و بجهت آن یک خرج باضعاف کتابت صرف میشود. ( فلاحتنامه غازانی ). و رجوع شود به حبیب السیر ج 3 صص 136 - 137 و تاریخ وصاف ص 273 و تاریخ مغول عباس اقبال صص 249 - 250. و اکنون چاو و چاپ بر صفت طبع و باسمه خط اطلاق میشود بر خلاف آن چاو، این چاو روان و دایر است. ( انجمن آرا ) ( آنندراج ). لفظ مذکور چینی است بمعنی چاپ بلکه لفظ چاپ مبدل آن است چون اسکناس مذکور چاپی بوده و آن وقت در چین صنعت چاپ بوده. ( فرهنگ نظام ). رجوع به چاپ در همین لغت نامه شود. و رجوع به اسکناس شود.[۲]
چاو. ( اِ صوت ) بانگ مرغ است. ( فرهنگ اسدی ). گنجشک که از اشکره بگریزد یاکسی بچه اش برگیرد او بانگ همی از درد و از بیم کند آن آواز را چاو خوانند و گویند همی چاود. ( نسخه دیگر فرهنگ اسدی ) ( فرهنگ نظام ). || تیز. تیز ناله و بانگ مردم بود از درد عشق. ( نسخه ای از فرهنگ اسدی ). || ( اِ ) آوازه. ( زمخشری ). در تداول عامه «چو». صیت. شهرت. و رجوع به چو انداختن شود.